# Hohenweiler
Hohenweiler  ist die nördlichste Gemeinde des österreichischen Bundeslands Vorarlberg und hat 1423 Einwohner (Stand 1. Jänner 2025).

## Geografie
Die Gemeinde Hohenweiler liegt im westlichsten Bundesland Österreichs, Vorarlberg, im Bezirk Bregenz nordöstlich des Bodensees. Die Grenze im Nordwesten bildet die Leiblach, deren tiefster Punkt 400 Meter über dem Meer liegt. Im Norden ist der Rickenbach die Grenze, Leiblach und Rickenbach sind zugleich Staatsgrenze zwischen Österreich und Deutschland. Nach Südosten steigt das Land auf etwa 700 Meter an (Pfänderstock). Von den 8,45 Quadratkilometer Gesamtfläche sind 44 Prozent bewaldet.
Im östlichsten Teil von Hohenweiler liegt der österreichische Anteil der Rohrachschlucht, diese kann nicht kaum begangen werden und hat sich zu einem urwaldähnlichen Naturwald entwickelt. Heute ist dort das Europaschutzgebiet Rohrach.

### Ortsteile
Hohenweiler besteht aus folgenden Ortsteilen:
- Au
- Bayer
- Bruck
- Bubenried
- Dorf
- Dreiangel
- Eschbach
- Fesslers
- Gehren
- Glend
- Gmünd
- Gwiggen
- Haslach
- Hub
- Koo
- Lerschen
- Leutenhofen
- Mühlsteig
- Oberdorf
- Oberfeld
- Reisach
- Reitmoos
- Ried
- Riedstraße
- Rottannen
- Schatten
- Weidach

### Nachbargemeinden
Der Ort grenzt südlich bzw. südöstlich an die ebenfalls im Bezirk Bregenz liegenden Gemeinden Hörbranz und Möggers sowie nördlich bzw. nordwestlich an die deutsche Gemeinde Sigmarszell im Landkreis Lindau.
|          | Sigmarszell                                 |         |
|          | Kompassrose, die auf Nachbargemeinden zeigt |         |
| Hörbranz |                                             | Möggers |

## Geschichte
Durch die Gemeinde Hohenweiler führte die Trasse der kaiserzeitlichen Römerstraße Kempten–Bregenz. Diese entspricht weitgehend dem heutigen Verlauf der Allgäustraße.
Bei der Gmündmühle fanden sich Reste eines römischen Burgus, ein turmartiges Gebäude, das zur Verstärkung der Grenzbefestigung zwischen den Kastellen im Abstand von etwa 1,5 bis 2 Kilometer, mit einer fast quadratischen Grundfläche von 10 bis 12 Metern Seitenlänge errichtet wurde. Eine weitere Wachstation an dieser antiken Straße war der Burgus Gwiggen, dessen genauer Standort aber als „nicht gesichert“ gilt.
Erstmals urkundlich erwähnt wird Hohenweiler als „dritter Ort“ in einer Urkunde aus dem Jahr 802: „… et in tercio loco, qui vocatur Hohinwilari…“ Damit ist Hohenweiler der erste urkundlich erwähnte Ort Österreichs.
Die Habsburger regierten die Orte in Vorarlberg wechselnd von Tirol und Vorderösterreich (Freiburg im Breisgau) aus. Von 1805 bis 1814 gehörte der Ort zu Bayern, dann wieder zu Österreich.
Zum österreichischen Bundesland Vorarlberg gehört Hohenweiler seit der Gründung 1861.
Am 29. April 1945 überschritten französische Truppen die Vorarlberger Grenze bei Lochau und Hohenweiler.
Von 1945 bis 1955 war der Ort Teil der französischen Besatzungszone in Österreich.

### Bevölkerungsentwicklung
Der Ausländeranteil lag 2007 bei 10,0 Prozent.
Die Bevölkerungszahl stieg von 1981 bis 2001 stark, da sowohl die Geburtenbilanz als auch die Wanderungsbilanz positiv waren. Nach 2001 blieb die Geburtenbilanz positiv, der Wegzug aus der Gemeinde war jedoch stärker als der Zuzug.

## Kultur und Sehenswürdigkeiten

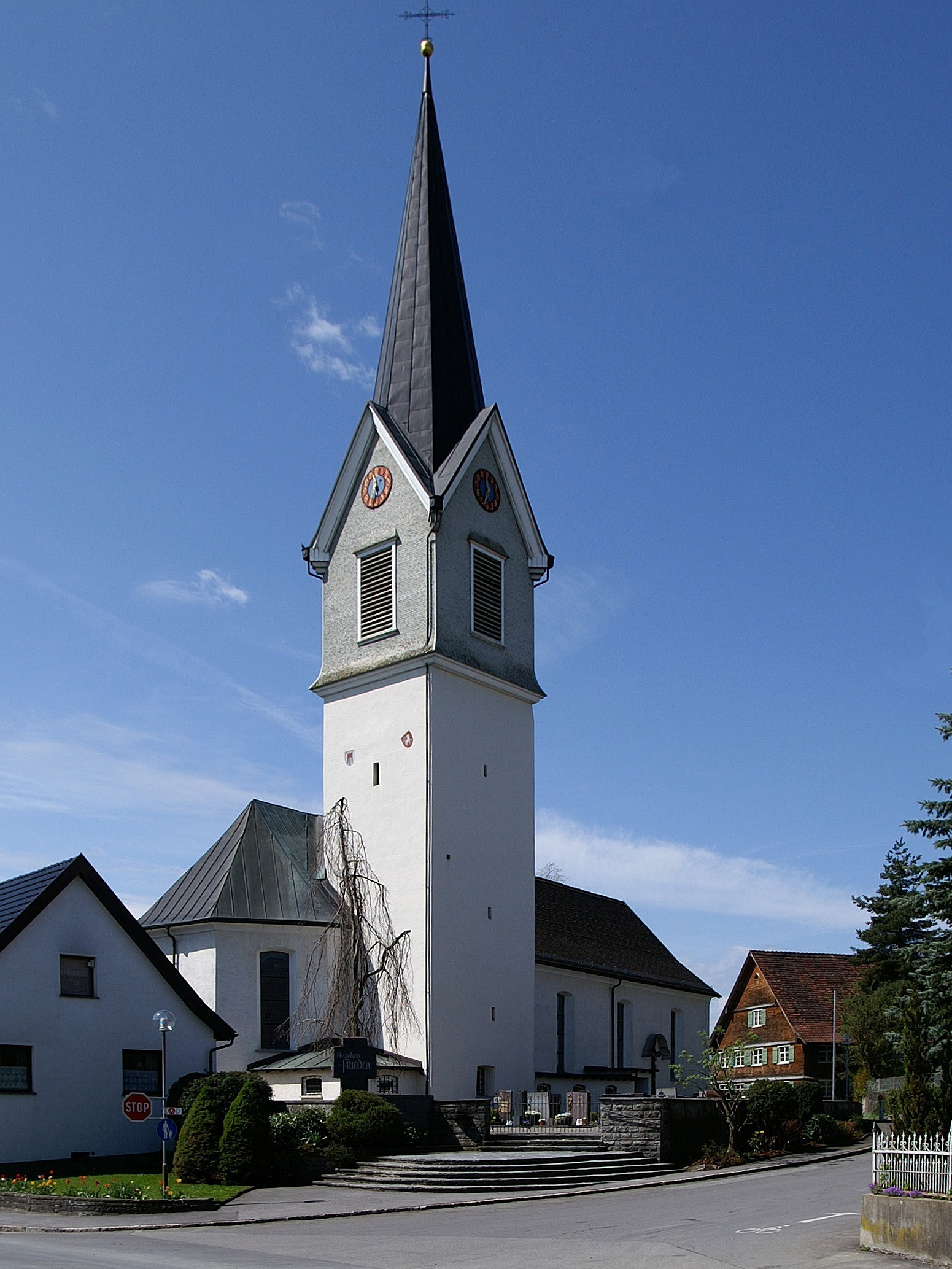
Pfarrkirche Hohenweiler

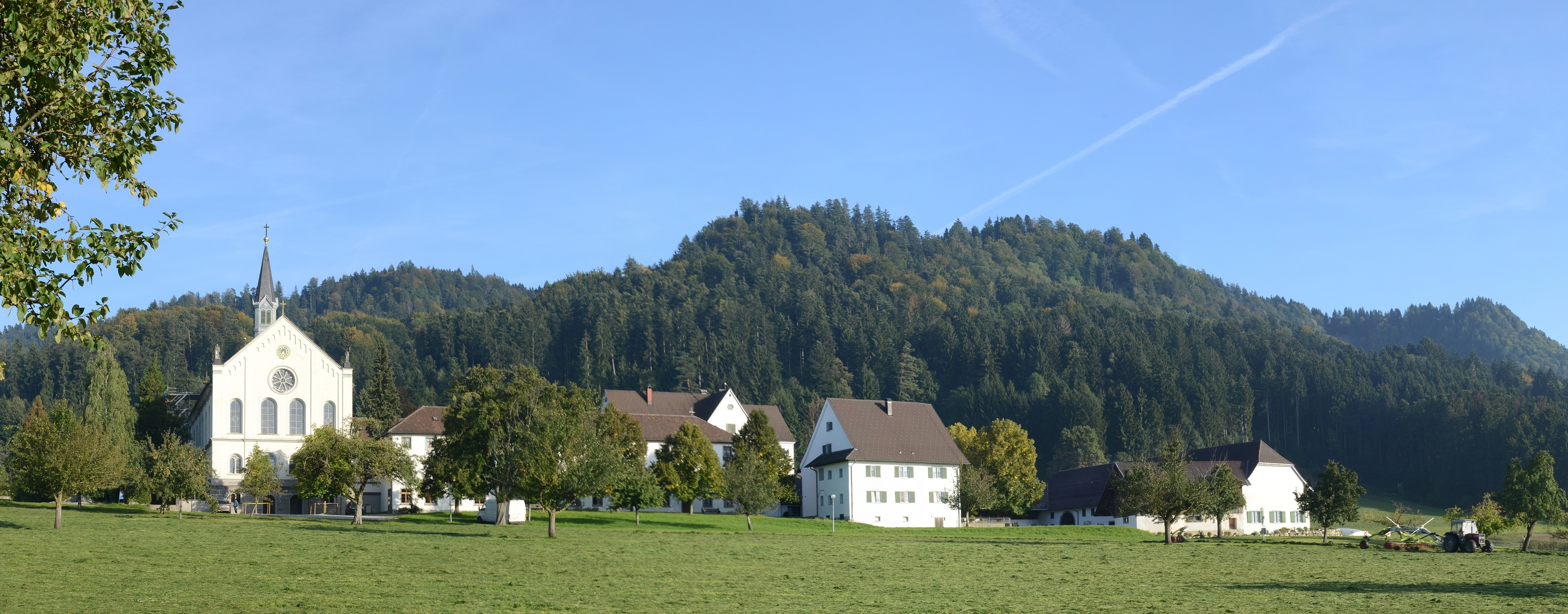
Kloster Maria Stern (Gwiggen)

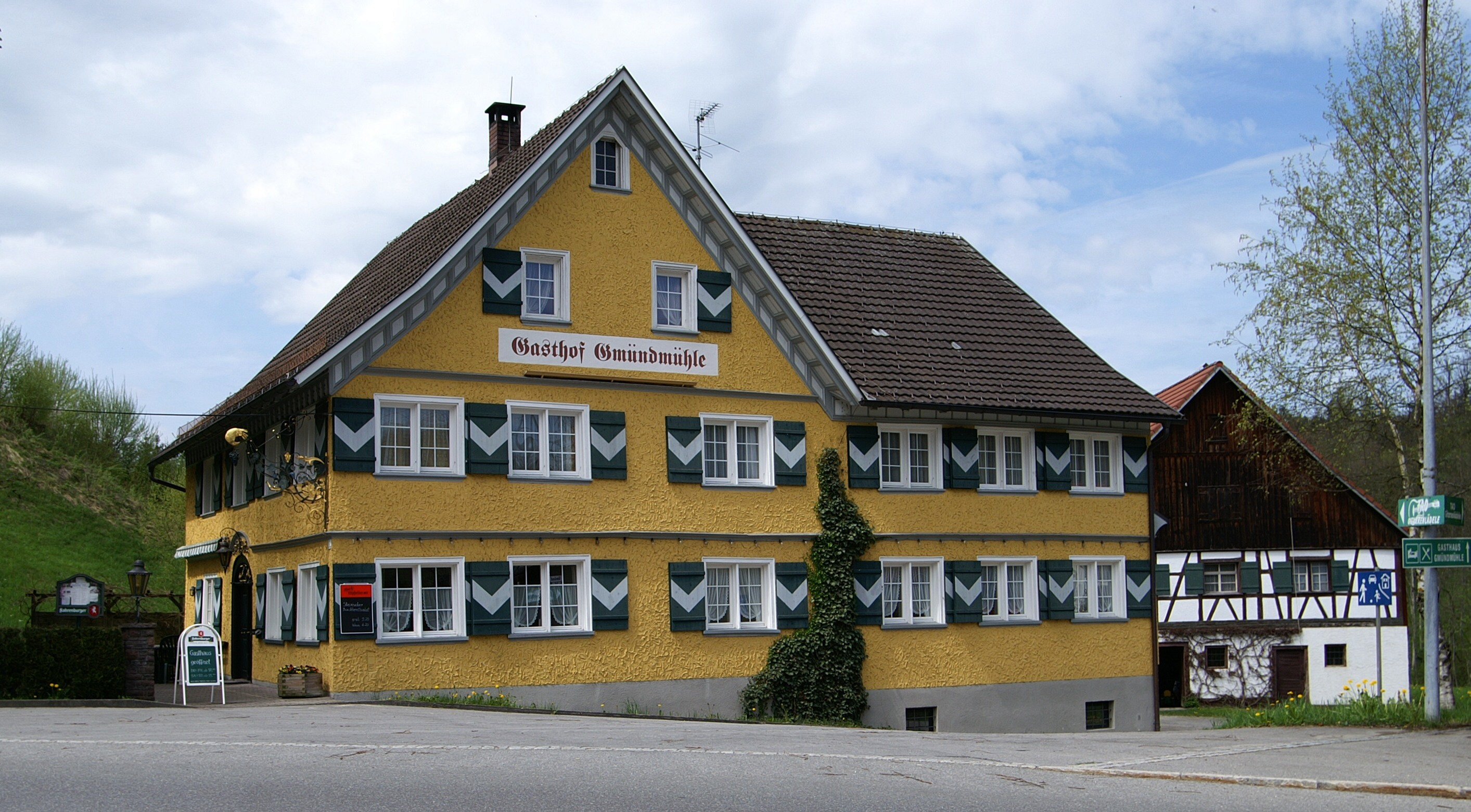
Gmündmühle (1740) im Ortsteil Gmünd

- Katholische Pfarrkirche Hohenweiler hl. Georg
- Abtei Mariastern Gwiggen: Das Kloster wurde erbaut 1895 von Laurentius Wocher, der von 1893 bis 1895 als Abt der Mehrerau tätig war. Im Gegensatz zu den Kirchen in Frastanz oder Silbertal zeigt es eine Art voralpine Gotik, die sich nur auf eine gotische Grundstruktur bezieht und ohne Pathos auskommt.
- Gmündmühle: Unmittelbar an der Mündung des Grenzbachs Rickenbach zu Bayern in die im weiteren Verlauf ebenfalls der Grenzlinie folgenden Leiblach liegt der Ortsteil Gmünd. Gegenüber auf bayerischer Seite steht ein mittelgroßes Sägewerk, wenige Meter entfernt diesseits auf Vorarlberger Seite das malerische Gasthaus mit Pension „Gmündmühle“. Es ist ein Fachwerkhaus, das um 1740 erbaut und danach um weitere Wirtschaftsgebäude ebenfalls in Fachwerkbauweise erweitert wurde. Die Einrichtung des Lokals entspricht größtenteils noch der ursprünglichen Ausstattung. Eine besondere Rarität sind zwei in Holzwände eingebaute Wanduhren, von denen die ältere (um 1760) noch funktionstüchtig ist.

## Wirtschaft und Infrastruktur

### Wirtschaft
Im Jahr 2011 gab es im Ort 79 Arbeitsstätten mit insgesamt 158 Beschäftigten.
Die Landwirtschaft spielt eine wichtige Rolle. Der Anteil der landwirtschaftlichen Flächen an der Gesamtfläche liegt bei 47 Prozent.

### Bildung
In Hohenweiler gibt es einen Kindergarten, eine Volksschule und eine Musikschule.

## Politik

### Gemeindevertretung
In Vorarlberg wählen die Bürger alle fünf Jahre die Mitglieder der Gemeindevertretung durch Ankreuzen eines Listen-Wahlvorschlages bzw. durch Mehrheitswahl wenn kein Listenvorschlag vorliegt. Weiters den Bürgermeister durch Ankreuzen eines Wahlvorschlages.
Die Gemeindevertretung wählt in der konstituierenden Sitzung aus ihrer Mitte – sofern keine Wahl durch die Bürger zustande kam – gemäß § 61 Gemeindegesetz einen Bürgermeister und dann einen mindestens dreiköpfigen Gemeindevorstand. Die Zahl dieser „Gemeinderäte“ darf aber gemäß § 55 den vierten Teil der Zahl der Gemeindevertreter nicht übersteigen.
Der Bürgermeister führt den Vorsitz bei den generell öffentlichen Sitzungen der Gemeindevertretung, in denen kommunale Belange besprochen und Beschlüsse gefasst werden. Beobachter haben kein Mitspracherecht und kein Stimmrecht. Die Gemeindevertretung kann nach Bedarf Ausschüsse bestellen. Sitzungen des Gemeindevorstandes und der Ausschüsse sind nicht öffentlich.

#### Sitzverteilung nach den Wahlen
- Gemeindevertretungswahlen 1985: Überparteiliche Bürgerliste 12.[11]
- Gemeindevertretungswahlen 1990: Überparteiliche Bürgerliste 12.[12]
- Gemeindevertretungswahlen 1995: Überparteiliche Bürgerliste Hohenweiler 15.[13]
- Gemeindevertretungswahlen 2000: Überparteiliche Bürgerliste Hohenweiler 15.[14]
- Gemeindevertretungswahlen 2005: Überparteiliche Bürgerliste Hohenweiler 15.[15]
- Gemeindevertretungswahlen 2010: Überparteiliche Bürgerliste Hohenweiler 15.[16]
- Gemeindevertretungswahlen 2015: Überparteiliche Bürgerinnen- und Bürgerliste Hohenweiler 15.[17]
- Gemeindevertretungswahlen 2020: Überparteiliche Bürgerinnen- und Bürgerliste Hohenweiler 15.[18]
- Gemeindevertretungswahlen 2025: Überparteiliche Bürgerinnen- und Bürgerliste Hohenweiler 15.[19]

### Bürgermeister
- 1945–1950 Johann Georg Fessler[20]
- 1950–1965 Josef Greissing[20]
- 1965–1986 Kaspar Rauch[20]
- 1986–1992 Josef Wetzel[20]
- 1992–1995 Franz-Josef Muxel[20]
- 1995–1995 Ing. Heinz Spieler[20]
- 1995–2009 Josef Geissler[20][21]
- seit September 2009 Wolfgang Langes[22][23]

### Wappen
Der Gemeinde wurde 1929 folgendes Wappen verliehen: Ein geteilter Schild. Die obere Hälfte ist in drei Reihen zu je sechs Plätzen von Rot und Silber geschacht; das untere rote Feld wird von einem silbernen Balken durchzogen.

## Persönlichkeiten

### Söhne und Töchter der Gemeinde
- Joseph Greissing (* 9. Januar 1664 in Hohenweiler; † 12. Dezember 1721 in Würzburg), Hofbaumeister in Würzburg sowie Lehrmeister und Amtsvorgänger von Balthasar Neumann
- Alwin Arnegger (* 6. Februar 1883 in Hohenweiler; † 26. April 1916 in München), Porträt- und Landschaftsmaler

### Mit der Gemeinde verbundene Persönlichkeiten
- Burkhard Josef Berkmann (* 1976), österreichischer katholischer Theologe, Rechtswissenschaftler und Kirchenrechtler
- Hildegard Brem (1951–2024), Zisterzienserin, Äbtissin der Abtei Mariastern-Gwiggen 2005–2024
- Agnes Fabianek (1941–2015), Zisterzienserin, Äbtissin der Abtei Mariastern-Gwiggen 1968–2005
- Maria-Stella Krimmel (* 1965), Zisterzienserin, Äbtissin der Abtei Mariastern-Gwiggen ab 2024